# Josef Svatopluk Machar
Pour les articles homonymes, voir Machar.
Josef Svatopluk Machar, né le 29 février 1864 à Kollin, Empire d'Autriche (aujourd'hui Kolín, République tchèque) et mort en 1942 à Prague, Protectorat de Bohême-Moravie, est un écrivain et journaliste tchécoslovaque.

## Biographie
Josef Svatopluk Machar naît le 29 février 1864 à  Kollin.
Proche de Masaryk, il partage ses positions réalistes. Opposé à l'école de Vrchlicky, il est critique à l'égard des mœurs politiques et littéraires de son temps, et il se lia avec des personnalités telles que Růžena Svobodová ou Božena Benešová avec qui il voyagea en Italie en 1907.
Il occupe un poste dans une banque à Vienne à l'époque du parti pour un progrès modéré. Pendant la guerre il est emprisonné, il devient ensuite inspecteur général de l'armée tchécoslovaque.
Josef Svatopluk Machar meurt en 1942 à Prague.

## Galerie

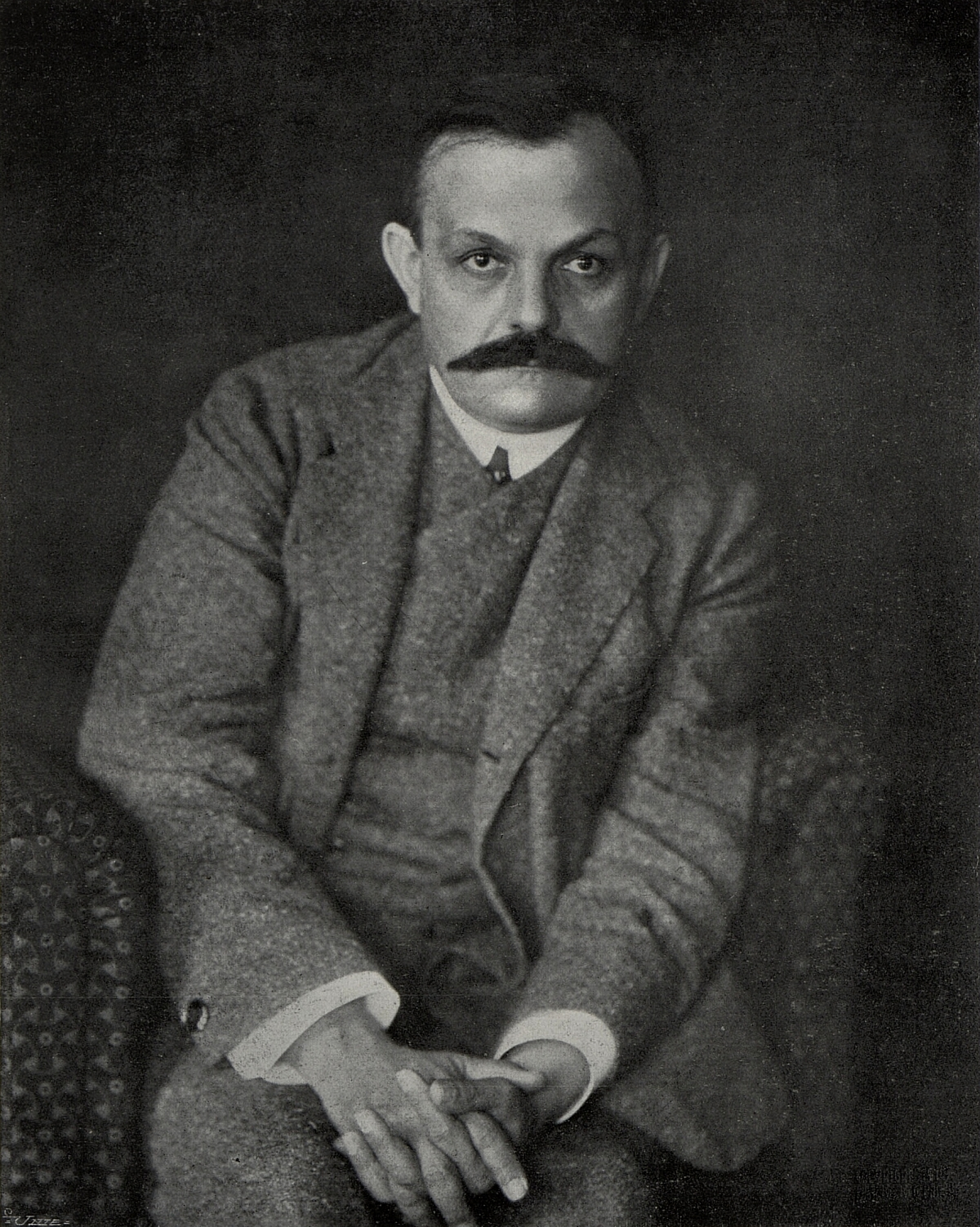
Josef Svatopluk Machar à la veille de la Grande Guerre dans le magazine Světozor (en)